# Limours
Limours, às vezes chamada Limours-en-Hurepoix, é uma comuna francesa, localizada a trinta quilômetros a sudoeste de Paris, no departamento de Essonne na região da Ilha de França. É a sede do decanato de Limours.
Localizada em um planalto atravessado por um córrego, o Prédecelle, o burgo agrícola e comercial rival de Arpajon, integrado ao domínio real em 1376 por Carlos V, depois dado em apanágio aos mignons e favoritos. Limours foi na década de 1930 diretamente ligada a Paris pela linha Paris - Chartres par Gallardon , até o seu encerramento na véspera da Segunda Guerra Mundial. Portanto manteve-se relativamente em diferença dos grandes eixos de comunicação, ela conserva seu aspecto rural, com cerca de 55% do território consagrado à grande cultura de cereais e mais de 20 % ocupados por bosques comunais, um centro da cidade comercial, privilegiada pela recepção de equipamentos estruturantes pelo seu antigo status de sede de cantão e principal centro urbano de intercomunalidade.
Seus habitantes são chamados de Limouriens.

## Toponímia
Lemausum em 697, Lemauso em 703, Lemurium, Limor , em 1091, Limos em 1208, Limosium e Limoues no século XIII.
Lemauso 703, é, segundo toda a aparência, também formado da palavra gaulesa lemo que significa ulmeiro, com o sufixo -ausus presente em outros nomes celtas. 
Isto sugere que uma comunidade poderia se estabelecer nas proximidades do Prédecelle tão cedo quanto o primeiro milênio antes de nossa era. Uma outra etimologia é baseada no nome citado em 1091, limors em latim, o mais perto das palavras gaulesas Li e Amor, literalmente, o "lugar do amor", tese eventualmente confirmada pela denominação até ao início do século XX de um bosque, o "Templo do Amor".
O nome do Chaumusson é construído sobre a raiz indo-europeia kal, que significa terreno elevado e descoberto. Este nome pré-céltico sugere o estabelecimento de uma população a partir do Neolítico. O nome do Cormier vem do gauleses Corma, que se refere a uma variedade de sorveira. O nome da última aldeia periférica de Limours, Roussigny, é derivado a partir de um patronímico latino, Roscinius, ou um nome semelhante ao qual é adicionado o sufixo gaulês acum. Uma ocorrência de Rossignacum é relatada em 1225.

## História

### As origens
O nome do Limours vem da palavra gaulesa limo ou lemo significado ulmeiro. Isto sugere que uma comunidade tem sido capaz de estabelecer-se nas proximidades do Prédecelle tão cedo quanto o primeiro milênio antes de nossa era. Remanescentes do período paleolítico foram encontrados em bandejas. Após a conquista da Gália pelos Romanos, uma estrada foi construída, que ligou Autricum a Lutécia e aprovada pelo atual Limours cujo nome ainda não está atestado em [[703, a forma em latim de Lemausum, em uma carta de Quildeberto III. O século XII viu os monges cluniac de Notre-Dame de Longpont abrir um celeiro na aldeia de le Cormier. A igreja de Limours, erigida em paróquia, tinha sido dado em 1091 na abadia de Bourgueil, beneditina.
Até o final do século XIV, Limours foi apenas um pequeno feudo muito modesto, o que dependia, sucessivamente, dos senhores de Montlhéry, de Montfort, duque da Bretanha, Pedro I Mauclerc antes de ser comprado em 1376 pelo rei da França, Carlos V , que lhe deu o seu camareiro, Jacques de Monmort, além de senhor de Briis e Gometz. A aldeia não tinha muro de proteção, durante a Guerra dos Cem Anos, é no château de Briis que os habitantes tiveram que fugir.

### O antigo regime

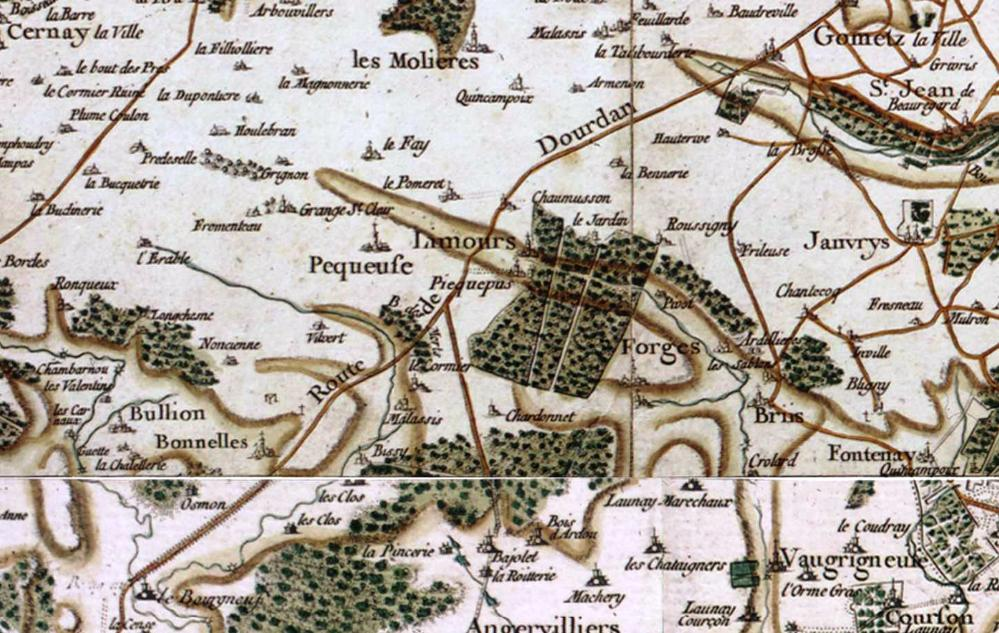
Mapa da região de Limours no século XVIII

Totalmente arruinada depois de Guerra dos Cem Anos, a vila foi reconstruída no final do século XV e obteve o título de "cidade" em 1506 pelo rei Luís XII. Em 1516, o conselheiro de Francisco I, Jean Poncher adquiriu o domínio de Limours e construiu uma igreja acima da cripta da antiga igreja, mas em 1545, Jean Poncher sendo acusado de desvio de recursos do tesouro real, seus bens foram confiscados e Francisco I deu o senhorio de Limours à sua amante Anne de Pisseleu, duquesa de Étampes. Ela fez construir um castelo, que tinha por seguinte proprietários famosos : Diana de Poitiers, Richelieu, Gastão d'Orléans, que fez apelo para Jules Hardouin-Mansart para a construção de um aqueduto subterrâneo e seis pavilhões nas entradas do parque, a condessa de Brionne, nascida Louise-Julie-Constance de Rohan, que fez restaurar o castelo em um estado muito ruim. Em 1615, o conde de Limours Louis Hurault tinha doado parte do parque dos religiosos picpuciens que construíram um convento. Em 1650, uma escola paga permitiu aos meninos de aprender a ler. Desde o início do século XVIII, o conselho de igreja da paróquia nomeou uma diretora de escola para a educação de meninas. Até 1791, os diretores da escola eram dependentes de igreja, mas, a partir de 1792, eles dependeram do município que elevou o nível de recrutamento de um professor diplomado da escola normal de Versalhes, após a Lei Guizot de 1833. Em 1778, Prévost, o intendente da condessa de Brionne, deu esta descrição de Limours :

### A Revolução
Sob o édito de junho de 1787, uma assembleia municipal, eleitos pelos cidadãos ricos, se reúne em Limours em 25 de janeiro de 1789. A lei de 14 de dezembro de 1789 transformou todos os municípios em comunas e o novo conselho geral da comuna foi eleito em 7 de fevereiro de 1790. Em 1789, no alvorecer da Revolução Francesa, vinte e três homens de Limours assinaram vinte e dois artigos de seu Cahiers de Doléances. Seus pedidos também cobriu muitos problemas nacionais : leis fixas, suspensão arbitrária, suspensão dos tribunais da nobreza em favor de uma justiça real, igualdade sobre o imposto. Alguns dos artigos foram para muito longe no detalhe do local : suspensão dos ulmeiros plantados nas terras que bordavam os caminhos, porque elas interferiam na produção de grãos. Entre o muito geral e muito local, há também a questão, recorrente em todas as campanhas de caça : o desaparecimento das capitanias, destruição dos galpões que serviam de refúgio para as caçadas. Os agricultores pediram para serem indenizados em caso dos danos causados pelas caçadas, mas precisamente que a Limours eles nunca tinham problema. Os habitantes ressaltaram, além disso, a caridade, a bondade e a generosidade de sua boa condessa de Brionne, mas a última foi logo se juntar às fileiras da emigração. Os bens dos emigrantes foram declarados bens nacionais pela lei de 26 de abril de 1792, o município foi colocar os lacres no castelo e fez proceder com a venda dos móveis. O castelo e o parque foram vendidos em 1796, pelo quarto do preço pelo qual eles haviam sido comprados em 1775, por um jornalista que abateu o castelo de tudo o que tinha valor de mercado. Em menos de um ano, o castelo se tornou completamente dilapidado. Totalmente arruinado após a Revolução, o castelo desapareceu completamente em 1835.
O pároco, Jean-Baptiste Mauduit, a quem tinha confiado a manutenção do registo das deliberações do conselho da comuna, foi um dos sacerdotes jurados, como era o caso da maioria dos párocos da Ilha de França. A religião católica manteve-se, portanto, praticada em Limours até as leis de descristianização de 1793. Em novembro de 1793, a igreja tornou-se o "Templo da razão", mas Limours reabilitou sua igreja e seu pároco para praticar o culto tradicional em 1795. O convento, no entanto, não foi reaberto, porque os edifícios tinham sido vendidos como bens nacionais. 

### A época contemporânea

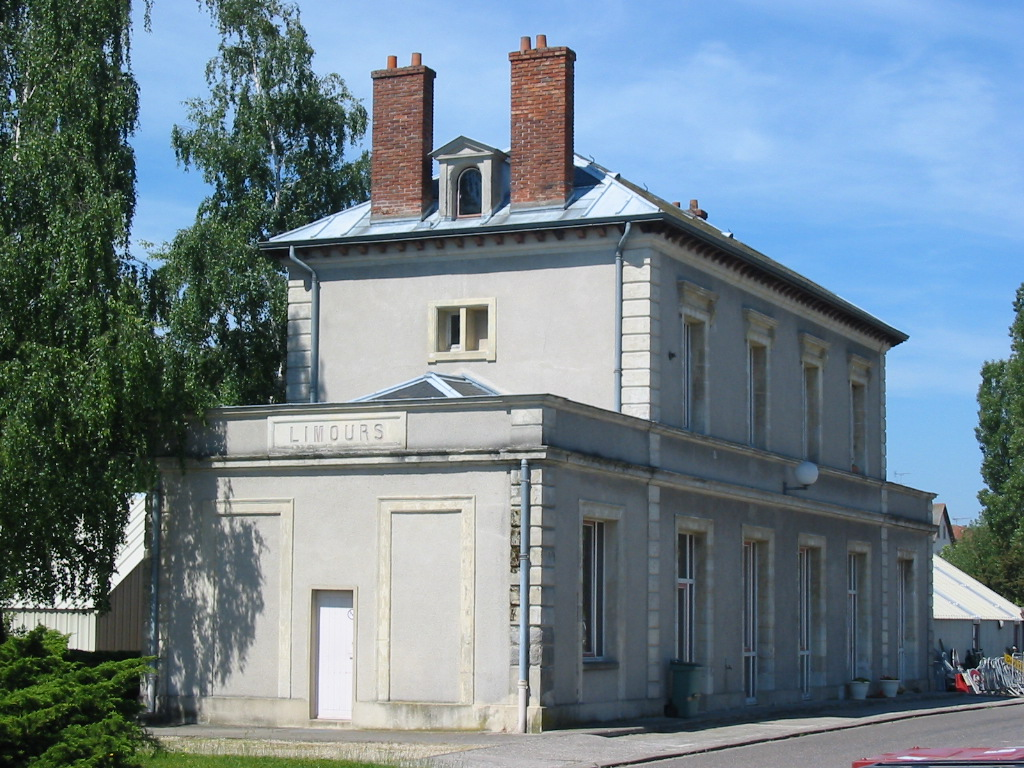
A velha estação terminal da linha de Sceaux

O mercado de Limours está localizado na place du bourg, como em Arpajon, pertencia a condessa de Brionne e tinha sido declarado de propriedade nacional em 1792. Em 1807, o município não dispõe de meios para comprá-lo de volta. O novo proprietário a arrendou para a comuna. Não foi até 1872 para o município fazer a aquisição, mas, como ela se tornaum um perigo para o público, o conselho municipal votou a sua demolição, em 1908, que foi concluída em 1911.
A prefeitura foi originalmente um pequeno edifício adjacente ao mercado e que serviu para a medição e pesagem dos produtos no mercado. Este edifício foi utilizado como prefeitura a partir de 1807, a construção do pórtico de colunas, com frontão aplicado à parede data de 1820. No início do século XX, a sala tinha desaparecido mas o mercado de Limours tinha uma importância regional para algumas especialidades, como as castanhas, chamadas de marrons de Lyon, e os feijões chevriers. O comércio na cidade se repartia principalmente em torno da place du Marché e atraía as populações circundantes.
A linha de Sceaux que ligava a Paris a Palaiseau, em 1851 chegou a Limours via Saint-Rémy-lès-Chevreuse, em 1867. Ela foi primeiramente aberta apenas para os viajantes, em seguida, a partir de 1871, para cargas. De 1930 à Segunda Guerra Mundial, Limours foi servida pela compagnie de l’État, via a linha Paris-Chartres par Gallardon, de fato limitada a Châtillon-Montrouge, porque nunca prolongada até Paris. Um importante viaduto ainda é visível em 2008.

#### Segunda Guerra Mundial
Charles Tillon, membro do "triângulo de direção" do partido comunista clandestino e o chefe dos Francs-tireurs et partisans, residia em Limours durante a ocupação, do início do ano de 1942 até julho de 1944. Ele vivia com sua esposa e fez se passar por um pintor pelo nome de William Rocheteau. Benoit Frachon, o outro membro do triângulo, residia logo na comuna vizinha de Forges-les-Bains, enquanto que Jacques Duclos, chefe do partido clandestino, residia em Villebon-sur-Yvette. Tillon não tinha evidentemente algum contato com o grupo de resistência local, filiado ao movimento Vengeance, que organizou a recepção do paraquedismo de armas, mas que foi vítima de uma onda de prisões no final do ano de 1943 · . Marie-Françoise Borel é ilustrada na ajuda que trouxe aos perseguidos e que lhe valeu a distinção de "Justo entre as nações" · .

#### Depois da guerra
A urbanização começou levemente no início do século XX com o loteamento do Valménil que incluiu cento e sessenta e sete lotes repartidos nos dezenove hectares de uma propriedade ela mesma localizada no antigo parque do castelo. É toda a parte noroeste da cidade atual. A urbanização se acelera a partir de 1968.
De 1965 a 1976, Limours foi o terminal de uma linha experimental de aerotrem, instalada sobre a plataforma da antiga linha de l’État, que a conectava a Gometz-la-Ville. As instalações, bem como o abandono por trinta anos, ainda estão no lugar em 2009.

## Cidades geminadas
Limours desenvolveu associações de geminação com:
- borda|20x20px Minfeld (Alemanha) desde 1985, em alemão Minfeld, localizada a 447 kilomètres[23].
- borda|20x20px Nioro du Sahel (Mali) desde 1983, localizada a 3 870 kilomètres[24].

## Patrimônio

### Patrimônio ambiental
Em 2003, cerca de oito décimos do território foram de caráter rural, a maior parte, setecentos e setenta e quatro hectares, composto de grande cultura cerealífera e trezentos e vinte hectares ocupada por bosques, formando uma faixa ao norte da urbanização. Cinquenta e oito hectares de espaço da cidade foram destinados aos parques, incluindo a praça Jean Moulin. Ao sul da comuna, o parque do antigo convento abriga hoje um arboreto. No centro da cidade, a associação "Mon Oasis" gere uma fazenda pedagógica. Em termo, o Cinturão Verde do Sul Parisiense deve passar pela comuna em seu curso até Rambouillet seguindo a antiga linha Paris - Chartres par Gallardon. A comuna foi recompensada com uma flor no Concurso das cidades e aldeias floridas, ele deverá se pronunciar em[2010 para se juntar ao Parque Natural Regional da Haute Vallée de Chevreuse. Os bosques ao sul da aldeia e aqueles ao longo do curso do Prédecelle foram identificados como áreas naturais sensíveis pelo conselho geral de Essonne.

### Patrimônio arquitetônico
O patrimônio arquitetônico de Limours é relativamente rico e variado. O monumento mais notável é a igreja Saint-Pierre, inscrita nos monumentos históricos em 16 de junho de 2006, com as fundações datando por volta do século XII, as elevações do XVI e o campanário do XVII. Ela é decorada com vitrais do século XVI, alguns classificados em 11 de agosto de 1888 e em 23 de maio de 1975 e uma pintura a óleo do século XVII, representando a Anunciação classificada em 25 de setembro de 1991.
O patrimônio construído é completado pelos edifícios restantes do vasto château de Limours de Anne de Pisseleu, incluindo o columbário e dois pavilhões construídos por Jacques Hardouin-Mansart de Sagonne, que serviu como quartel da polícia, todos os três datando do século XVIII. Após a tempestade de 1999 os restos do castelo foram encontrados no parque Pécheux no centro da comuna. Mas questões econômicas não permitem uma pesquisa mais profunda.
No século XIX, a construção da via férrea ainda subsiste na antiga estação de Limours e o viaduto do Prédecelle em pedras de mó permitiram aos burgueses de se instalar em Limours e de construir residências importantes, incluindo o novo castelo dito de Limours e a atual residência do arcebispado ortodoxo romeno no início do século XX. Esta propriedade pertenceu à família Gripon até 1939. Em 1956, ela foi adquirido pela associação "Solidarité des réfugiés israélites" com o apoio do parlamento da Alemanha Ocidental para acolher os sobreviventes dos campos de extermínio. No início do século XX, a propriedade foi vendida para um promotor.
Durante os séculos XIX e XX, a comuna se equipa, deixando hoje a prefeitura neoclássica datado de 1844, o lavatório do Cormier de 1869 e os antigos banhos públicos de 1947.
A arquitetura contemporânea é constituída da igreja ortodoxa romena construída em madeira de tília e inaugurada em 23 de outubro de 2005 e o lycée Jules-Verne, realizado em 1994 pelo arquiteto francês Alain Sarfati.

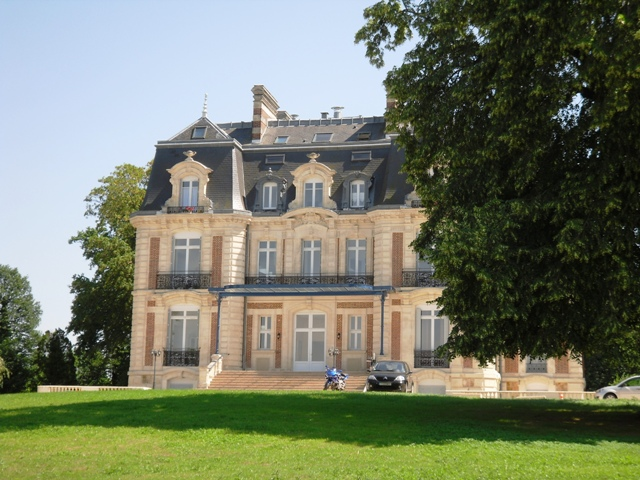
O château de Limours.
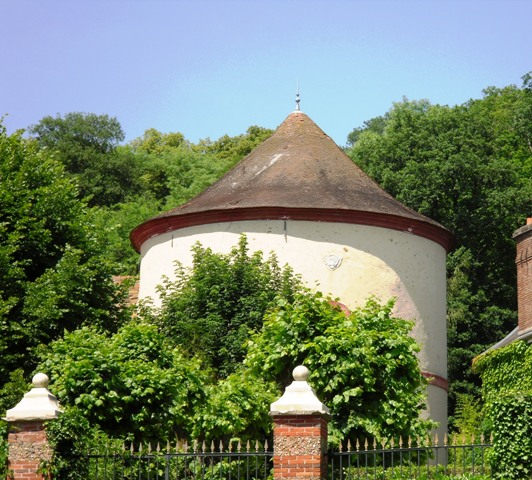
O columbário do velho castelo.
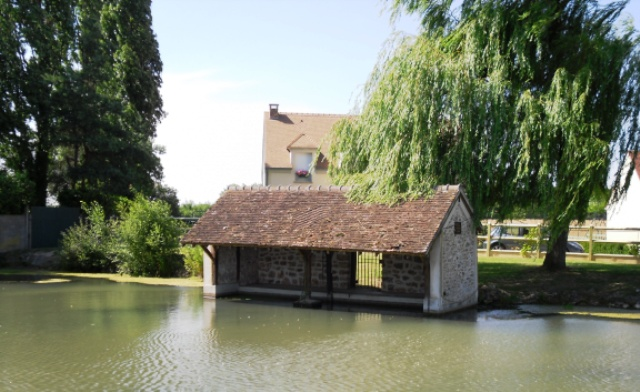
O lavatório do Cormier.
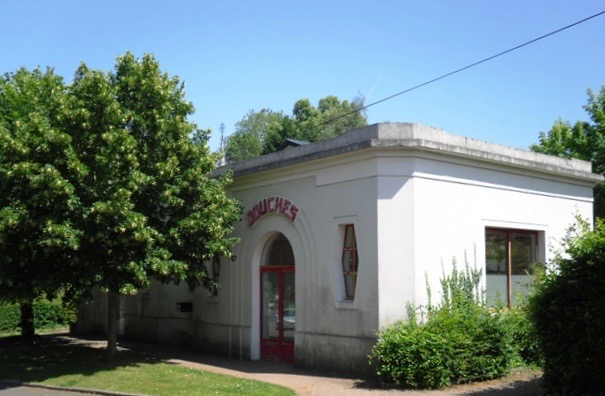
Os velhos banhos públicos.
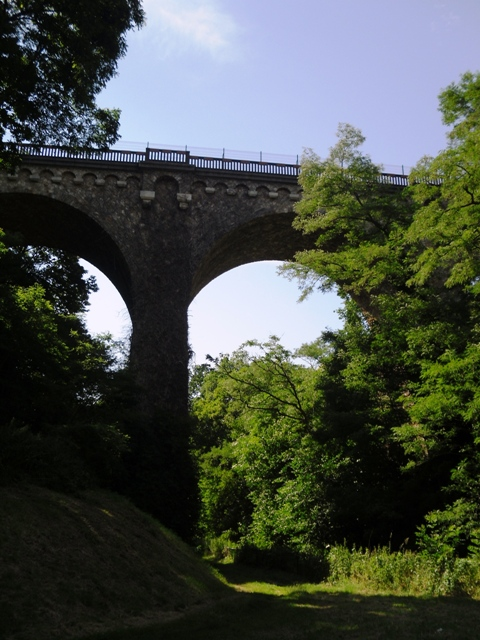
O viaduto do Prédecelle.

### Personalidades ligadas à comuna
- Diana de Poitiers (1499-1566), favorita de Henrique II foi a senhora.
- Anne de Batarnay de Joyeuse (1560-1587), mignon do rei Henrique III foi o senhor.
- Armand Jean du Plessis de Richelieu (1585-1642), cardeal par de França foi o senhor.
- Gastão de França (1608-1660), duque d'Orleães foi o senhor.